# R.A.G.T. Semences
R.A.G.T. Semences was een Franse wielerploeg actief van 2000 tot 2005. Van 2000 tot 2003 heette de ploeg Jean Delatour. De ploegmanager was Serge Barle. Jean Delatour, een in 1981 opgericht bedrijf gespecialiseerd in sieraden, stopte in 2003 als hoofdsponsor. In 2004 en 2005 was R.A.G.T. Semences hoofdsponsor, een Frans landbouwbedrijf dat zaden van agrarische gewassen veredelt, produceert en verkoopt.
Aanvankelijk was autoproducent Rover cosponsor naast R.A.G.T. Semences, maar na een seizoen trok deze zich terug.

## Historiek
Jean Delatour nam in 2001, 2002 en 2003 deel aan de Ronde van Frankrijk, en R.A.G.T. Semences in 2004, maar mocht dit pas doen na het behalen van een wildcard (uitnodiging). In 2004 nam R.A.G.T. deel aan de Tour. De ploeg Jean Delatour kwam uit in de UCI categorie 2, vanaf 2005 gewoon bekend als de divisie met professionele continentale ploegen toen de UCI ProTour werd opgericht. Desondanks boekte men enkele mooie overwinningen, waarvan de mooiste allicht behaald werd door Jean-Patrick Nazon in de laatste etappe van de Ronde van Frankrijk 2003 op de Avenue des Champs-Élysées. Het jaar ervoor won Patrice Halgand ook al een etappe in de Tour de France, van Bazas naar Pau.
Jean Delatour was vooral de ploeg waar enkele al dan niet verguisde renners uit de Festina-ploeg hun loopbaan nieuw leven inbliezen nadat de Festina-dopingaffaire die had besmeurd (alhoewel Festina nog steeds actief was toen Jean Delatour begon). Gewezen Festina-renners als Patrice Halgand, Christophe Bassons, Laurent Roux, Laurent Lefèvre en voormalig wereldkampioen Laurent Brochard vonden allen onderdak bij Delatour. In 2002 won Brochard het eindklassement in de Ronde van Polen. Francisque Teyssier, Stéphane Goubert, Eddy Seigneur, Samuel Dumoulin, Christophe Rinero, Sébastien Minard en Cyril Dessel reden ook bij de ploeg. Seigneur werd driemaal Frans kampioen tijdrijden als renner van de ploeg, Teyssier eenmaal.
De meeste renners vertrokken na het seizoen 2003 bij Delatour/R.A.G.T. en stapten toen over naar meer gefortuneerde ploegen als Ag2r Prévoyance of Crédit Agricole. Nadat Delatour in 2003 stopte als sponsor nam het bovengemiddelde succes van de Franse continentale ploeg snel af. Sylvain Calzati won in 2004 wel nog de Ronde van de Toekomst.
R.A.G.T. kreeg vanaf 2004 allures van een Frans-Waalse opleidingsploeg, met daarbij veteranen als Eddy Seigneur en Christophe Rinero die nog steeds voor de ploeg uitkwamen. Met Kevyn Ista en Olivier Kaisen reden in 2005 twee beloftevolle Belgen bij de ploeg. Een seizoen later pompte de Belgische stad Charleroi geld in de ploeg, waarna deze ophield te bestaan.

## Bekende wielrenners
- Stéphane Augé
- Christophe Bassons
- Frédéric Bessy
- Gilles Bouvard
- Laurent Brochard
- Sylvain Calzati
- Cyril Dessel
- Samuel Dumoulin
- Hubert Dupont
- Stéphane Goubert
- Patrice Halgand
- Kevyn Ista

- Sébastien Joly
- Olivier Kaisen
- Joeri Krivtsov
- Laurent Lefèvre
- Ludovic Martin
- Sébastien Minard
- Jean-Patrick Nazon
- Christophe Rinero
- Laurent Roux
- Eddy Seigneur
- Francisque Teyssier
- Bruno Thibout

## Belangrijkste overwinningen
2000
- Proloog Parijs-Nice: Laurent Brochard
- Frans kampioenschap tijdrijden, Elite: Francisque Teyssier

2001
- 2e etappe Critérium du Dauphiné: Laurent Roux

2002
- 4e etappe Critérium du Dauphiné: Patrice Halgand
- Frans kampioenschap tijdrijden, Elite: Eddy Seigneur
- 10e etappe Ronde van Frankrijk: Patrice Halgand
- 7e etappe Ronde van Polen: Laurent Brochard
- Eindklassement Ronde van Polen: Laurent Brochard

2003
- Eindklassement Ronde van Normandië: Samuel Dumoulin
- 2e etappe Ronde van Romandië: Joeri Krivtsov
- 5e etappe Critérium du Dauphiné: Laurent Lefèvre
- Frans kampioenschap tijdrijden, Elite: Eddy Seigneur
- Frans kampioenschap baan, Halve Fond, Elite: Samuel Dumoulin
- 20e etappe Ronde van Frankrijk: Jean-Patrick Nazon

2004
- Frans kampioenschap tijdrijden, Elite: Eddy Seigneur
- Eindklassement Ronde van de Toekomst: Sylvain Calzati

2005
- 10e etappe Ronde van de Toekomst: Sébastien Minard